# Clinojimthompsonita
La clinojimthompsonita és un mineral de la classe dels silicats. Rep el nom per la seva relació amb la jimthompsonita.

## Característiques
La clinojimthompsonita és un silicat de fórmula química (Mg,Fe)₅Si₆O16(OH)₂. Cristal·litza en el sistema monoclínic. La seva duresa a l'escala de Mohs oscil·la entre 2 i 2,5.
Segons la classificació de Nickel-Strunz, la clinojimthompsonita pertany a «09.DF - Inosilicats amb 2 cadenes múltiples periòdiques» juntament amb els següents minerals: chesterita, jimthompsonita, ierxovita, paraierxovita, tvedalita, bavenita i bigcreekita.

## Formació i jaciments
Va ser descoberta a la pedrera Carlton, situada a la localitat de Chester, al comtat de Windsor (Vermont, Estats Units). També ha estat descrita a Achmelvich (Highlands, Escòcia), a la mina Akatani, a la ciutat de Shibata (Niigata, Japó), i a la també japonesa font termal de Takaragawa, a la ciutat de Minakami (Prefectura de Gunma). Aquests indrets són els únics de tot el planeta on ha estat descrita aquesta espècie mineral.